# Моісієнко Олександр Андрійович
Моісієнко Олександр Андрійович (?, Полтавська губернія, Російська імперія — ?) — старшина Дієвої Армії УНР.

## Біографія
Народився на Полтавщині. 
Станом на 1 січня 1910 року — капітан 173-го піхотного Камянецького полку (Черкаси). Останнє звання у російській армії — підполковник.
У 1919 році — начальник повітової комендатури. З 21 вересня 1919 року до листопада 1919 року — приділений до резерву Головного управління Генерального штабу Дієвої Армії УНР. 
Подальша доля невідома.